# وروویتسه
وروویتسه (به لاتین: Veřovice) یک منطقهٔ مسکونی در جمهوری چک است که در شهرستان نووی ییچین واقع شده‌است.
 وروویتسه ۱۶٫۵۷ کیلومتر مربع مساحت و ۱٬۹۶۹ نفر جمعیت دارد و ۴۱۷ متر بالاتر از سطح دریا واقع شده‌است.